# Le Cas du docteur Laurent
Pour plus de détails, voir Fiche technique et Distribution.
Le Cas du docteur Laurent est un film français réalisé par Jean-Paul Le Chanois et sorti en 1957.

## Synopsis
Le docteur Laurent est contraint, pour des raisons de santé, de quitter Paris. Il arrive dans un petit bourg de l’arrière-pays des Alpes-Maritimes, à Saint-Martin-Vésubie, où il doit remplacer le docteur Bastid devenu trop âgé pour continuer à exercer. 
Après avoir fait le tour du village sous la conduite du docteur Bastid, le docteur Laurent commence ses consultations. Très vite, il est sollicité par de nombreux villageois, notamment par Francine, une jeune paysanne célibataire qui lui révèle qu'elle est enceinte.
Catherine Loubet, qui a beaucoup souffert durant sa grossesse et lors de son accouchement, le reçoit chez elle, mais, en désaccord avec ses conseils, abrège leur entretien.
Le docteur Laurent souhaite donner des cours sur l'accouchement sans douleur. Immanquablement, sa décision fait jaser le village sur son compte. Homme de bien, méthodique, le médecin donne une conférence dans une salle de la mairie puis se rend chez les futures mères pour leur enseigner les nouvelles pratiques. Bientôt, des habitants des alentours viennent le consulter. 
Les médecins de la région redoutent sa concurrence et, avec l'aide de la municipalité, adressent une pétition au conseil de l'ordre. Convoqué et mis sur la sellette par ses confrères, le docteur Laurent réussira devant eux l'accouchement de Francine suivant les nouvelles méthodes et sera disculpé.

## Fiche technique
- Titre original : Le Cas du docteur Laurent
- Titre de travail : Sans douleur[2]
- Réalisation : Jean-Paul Le Chanois
- Assistants réalisation : Pierre Granier-Deferre, Jean Vigne, Jacques Gaillard
- Scénario : Jean-Paul Le Chanois, René Barjavel
- Dialogues : Jean-Paul Le Chanois, René Barjavel
- Décors : Serge Piménoff, assisté de Jacques Paris, François de Lamothe
- Maquillages : Louis Bonnemaison et Yvonne Gasperina
- Coiffures : Maud Begon
- Photographie : Henri Alekan
- Son : René Sarrazin
- Montage : Emma Le Chanois, assistée de Jacqueline Aubery
- Photographe de plateau : Léo Mirkine
- Musique : Joseph Kosma, avec l'orchestre des concerts Pasdeloup sous la direction de Serge Baudo
  - Chanson : En chemin, paroles de Jean-Paul Le Chanois, musique de Marguerite Monnot
- Production : Ignace Morgenstern
- Sociétés de production : Cocinor (Comptoir cinématographique du Nord), Cocinex et SEDIF Productions (Société d'exploitation et de distribution de films)
- Société de distribution : Cocinor[3],[1],[4]
- Pays d'origine :  France
- Langue originale : français
- Format : noir et blanc — 1.37:1 — 35 mm — son monophonique (Westrex Recording System)
- Genre : comédie dramatique
- Durée : 110-115  minutes[1]
- Dates de sortie :
  - France : 3 avril 1957
  - États-Unis : 25 juin 1958
- Classification : tous publics (visa d'exploitation no 18354 délivré le 8 mars 1957)
- Affiche : René Péron, Jean Mascii (France)

## Distribution
- Jean Gabin : le docteur Laurent
- Nicole Courcel : Francine Payot
- Silvia Monfort : Catherine Loubet
- Henri Arius : le docteur Bastid
- Marcel Daxely : Simonet
- Lucien Callamand : M. Bertrand, directeur de l'école
- Jacques Josselin : M. Roux
- Mag-Avril : Célina
- Marthe Marty : Mme Payot
- Germaine de France : Mme Vanolle
- Raymone : Mme Loubet
- Orane Demazis : la veuve Escalin
- Yvonne Gamy : Mme Bigeot, la sage-femme
- Henri-Jacques Huet : Antonin Escalin
- Viviane Méry : une habitante
- Riri Berty (créditée Riri Beuf) : Mme Simonet
- Luce Dassas : une habitante
- Taty Rocca : Gilberte, une habitante
- Jenny Hélia : une habitante
- Dany Caron : une habitante
- Denise Montréal : une habitante
- Clo d'Olban : une habitante
- Denise Costanzo : une habitante
- Miguel Gamy : Joseph, le menuisier
- Bréols : M. Payot, le père de Francine
- Géo Beuf : le peintre
- Paul Bonifas : M. Guillaumin, le maire de Saint-Martin
- José Casa : le pharmacien
- Rilda : un habitant
- Jean Panisse : l'homme au poulain
- Antoine Balpêtré : le docteur René Vanolle
- Serge Davin : Félicien
- Roger Karl : le docteur Guillot
- Robert Moor : un médecin au conseil de l'ordre
- Édouard Hemme : le curé de Saint-Martin
- Michel Barbey : André Loubet
- Georges Lannes : le docteur Ripert

et non crédités
- Edmond Ardisson : Robert, le secrétaire du comité d'entreprise
- Henri Coutet : le chauffeur du car
- Noël Darzal : le président du conseil de l'ordre des médecins
- Nicole Desailly : une infirmière présente à l'accouchement de Francine
- Julien Maffre : un voyageur dans le car
- Raoul Marco : un médecin du conseil de l'ordre
- Sylviane Margollé : une petite fille de Saint-Martin
- Jeanne Mars : une commère de saint-martin
- Jean-François Martial : le patron du café
- Marie Mergey : membre du comité d'entreprise
- Laure Paillette : une voyageuse dans le car
- Paul Villé : M. Galia, conseiller municipal
- Jean-Paul Le Chanois
- Roger Monteaux

## Production

### Tournage
Le tournage a eu lieu du 10 septembre au 24 novembre 1956 à Venanson et Saint-Martin-Vésubie (Alpes-Maritimes) pour les extérieurs, et aux studios Photosonor (Courbevoie, Hauts-de-Seine) et studios de la Victorine (Nice, Alpes-Maritimes). 

## Accueil
Tant lors de la sortie en salles en 1957 qu'après celle du DVD de 2019 ou ses rediffusions télévisées récentes, les critiques affichent un certain enthousiasme pour la hardiesse et la modernité du film, non sans piques contre la Nouvelle Vague qui jetait Jean-Paul Le Chanois aux orties, et malgré la part de schématisation manichéiste qu'elles y relèvent. L'image de « l'immense » Henri Alekan, la performance sobre des acteurs, notamment Jean Gabin et Nicole Courcel, sont soulignées.
Le Monde salue « un sujet hardi, osé même : l'accouchement sans douleur, mais traité avec une telle sobriété, une telle simplicité, qu'il en est émouvant. Les images parlent d'elles-mêmes et empoignent par leur puissance d'expression et leur sincérité. La scène de l'accouchement, traitée avec infiniment de tact mais dont aucune vérité n'est épargnée, est d'une beauté qui touche à la grandeur ».
À voir à lire juge que « ce qui sidère le plus dans la vision de la France paysanne des années 50, c’est l’extraordinaire féminisme du film : Nicole Courcel incarne une fille-mère qui non seulement se fait accepter de tous, mais va jusqu’à rejeter le père qu’elle trouve faible »

## Autour du film
Le film montre, dans sa scène finale, un véritable accouchement en gros plan et ce non pas de manière suggérée, ce qui est extrêmement osé, encore plus en 1957. Il affiche ensuite la dédicace finale suivante : « Ce film est dédié respectueusement aux pionniers de la méthode psychoprophylactique d’accouchement sans douleur. Il a été réalisé avec l’aide de la maternité des métallurgistes à Paris où cette méthode a été pratiquée la première fois en France en 1952. »

## Vidéographie
- 2005 : Le Cas du docteur Laurent + bonus, 1 DVD Zone 2, LCJ éditions et productions.
- 2019 : Le Cas du docteur Laurent + bonus (comprenant actualités, bandes annonces et réclames d'époque), 1 DVD Zone 2 + 1 Blu-Ray, éditions Coin de mire.